# The Documentary 2
The Documentary 2 — сьомий студійний альбом американського репера The Game, виданий на лейблах Blood Money Entertainment та eOne 9 жовтня 2015 р. Є сиквелом до The Documentary (2005). 16 жовтня вийшов The Documentary 2.5. Виконавчий продюсер: The Game. Виконавчі співпродюсери: Кеш «Wack100» Джонс, Stat Quo.

## Передісторія
У червні 2015 в інтерв'ю Power 106 Ґейм заявив, що платівка готова майже на 90% і він чекає на повернення Доктора Дре з відпустки, щоб завершити альбом. За словами виконавця, Дре назвав The Documentary 2 найкращим реп-альбомом за 5 років. 21 липня Ґейм повідомив, що, на думку Diddy, The Documentary 2 наразі є його найкращим альбомом.

## Запис і продакшн
12 квітня 2015 Ґейм оприлюднив відео «The Making of The Documentary 2», де показано його роботу в студії з Міком Міллом над піснею «Soundtrack». Камео: Cool & Dre, Тревіс Скотт. Під час BET Awards 2015 в інтерв'ю північнокаролінській Power 98 репер розповів про співпрацю з такими продюсерами: Timbaland, Swizz Beatz, Фарреллом Вільямсом, DJ Premier, The Alchemist, Just Blaze, Скоттом Сторчем та Mike Will Made It. Репер також заявив, що він провів цілий тиждень у студії з Каньє Вестом.
Пізніше з'явилося відео з уривками пісні з Ґеймом і Кендріком Ламаром. Камео: Джо Мозес, Jay 305, Skeme. 21 липня репер заінстаґрамив світлину, де він сидить на унітазі й записує пісню.

## Реліз і промоція
28 серпня 2014 The Game анонсував вихід альбому 18 січня 2015, до 10-річчя першої частини. У березні 2015 репер оголосив плани видати платівку 30 червня на уродини свого старшого сина. 28 червня 2015 репер назвав нову дату, 7 серпня. Завдяки рекламі мережі крамниць Target стала відома обкладинка релізу. Вихід платівки перенесли на 28 серпня. 28 серпня Ґейм оприлюднив іншу, остаточну обкладинку й дату релізу, 25 вересня. Фотограф: Джонатан Менніон. Графічний дизайнер: CeoSelfmade. 9 вересня з'явилась інформація про перенесення дати на 9 жовтня. 18 вересня платівка стала приступною для попереднього замовлення.

## Комерційний успіх
The Documentary 2 посів 2-гу сходинку Billboard 200 з 95 тис. еквівалентних альбомних одиниць за перший тиждень (з них чистих копій — 83 171).

## Список пісень
| #   | Назва                                                  | Автор | Продюсер(и)                | Тривалість |
| --- | ------------------------------------------------------ | --- | -------------------------- | ---------- |
| 1.  | «Intro»                                                | Джейсон Тейлор, Майкл Гернандез, Річард Дюран | The Mechanics              | 0:58       |
| 2.  | «On Me» (з участю Kendrick Lamar)                      | Тейлор, Кендрік Дакворт, Юфоро Ебонґ, Еріка Ебі Райт | Bongo                      | 4:45       |
| 3.  | «Step Up» (з участю Dej Loaf та Sha Sha)               | Тейлор, Деджа Трімбл, Ебонґ, Кіт Ілам, Крістофер Мартін, Кіт Крауч, Кіппер Джонс                                                                                     | Bongo                      | 2:47       |
| 4.  | «Don't Trip» (з участю Ice Cube, Dr. Dre та will.i.am) | Тейлор, О'Шиа Джексон, Андре Янґ, Вільям Адамс-молодший, Ішмаель Батлер, Крейґ Ірвінґ, Мері Енн Віейра, Лоуренс Баскервілл, Трой Джемерсон, Омар Кредл, Джеймс Браун | will.i.am                  | 4:59       |
| 5.  | «Standing on Ferraris» (з участю Diddy)                | Тейлор, Шон Комбз, Орландо Такер, Джей Гокінс | Jahlil Beats               | 4:11       |
| 6.  | «Dollar and a Dream» (з участю Ab-Soul)                | Тейлор, Герберт Стівенс IV, Марчелло Валензано, Андре Ліон, Барбара Еклін, Юджин Рекорд                                                                              | Cool & Dre                 | 5:52       |
| 7.  | «Made in America» (з участю Marcus Black)              | Тейлор, Маркус Блек, Ебонґ, Волтер Сіґлер | Bongo                      | 3:14       |
| 8.  | «Hashtag» (з участю Jelly Roll)                        | Тейлор, Девід Дрю, Ебонґ | Bongo, Jelly Roll          | 2:59       |
| 9.  | «Circles» (з участю Q-Tip, Eric Bellinger та Sha Sha)  | Тейлор, Ерік Беллінджер, Джонатан Девіс, Ебонґ, Рональд Колсон, Джеррі Пітерс, Аніта Порі                                                                            | Bongo                      | 4:11       |
| 10. | «Uncle Skit»                                           | Тейлор, Стенлі Бентон, Теодор Дадлі, Ґреґорі Ґрін, Ел Гадсон, Джонатон Мідовс, Террі Морґан, Дейв Роберсон                                                           | Stat Quo, The Game         | 2:04       |
| 11. | «Dedicated» (з участю Future та Sonyae)                | Тейлор, Найвадіус Вілберн, Ебонґ, Чонсі Голліс | Bongo, Hitboy              | 5:45       |
| 12. | «Bitch You Ain't Shit»                                 | Тейлор | Caviar                     | 3:05       |
| 13. | «Summertime» (з участю Jelly Roll)                     | Тейлор, Дрю, Майкл Л. Вільямс II | Mike WiLL Made-It          | 3:43       |
| 14. | «Mula» (з участю Kanye West)                           | Тейлор, Каньє Вест, Меттью Семюелс, Сара Бартел, Джош Картер, Барбара Мейсон                                                                                         | Boi-1da                    | 3:55       |
| 15. | «The Documentary 2»                                    | Тейлор, Крістофер Мартін | DJ Premier                 | 4:38       |
| 16. | «New York, New York»                                   | | StreetRunner, Tarik Azzouz | 2:21       |
| 17. | «100» (з участю Drake)                                 | Тейлор, Обрі Ґрем, Рональд Латур, Джонні Джуліано | Cardo, Johnny Juliano      | 5:34       |
| 18. | «Just Another Day»                                     | Тейлор, Ебонґ | Bongo                      | 3:50       |
| 19. | «LA» (з участю Snoop Dogg, will.i.am та Fergie)        | Тейлор, Келвін Броадус-молодший, Адамс-молодший, Стейсі Ферґюсон, Бернард Едвардс, Найл Роджерс                                                                      | will.i.am                  | 5:27       |

## Семпли
- «On Me» містить семпл з «On and On» у вик. Еріки Баду.
- «Step Up» містить семпл зі «Step in the Arena» у вик. Gang Starr, на додаток до інтерполяції «On and On» у вик. Еріки Баду.
- «Don't Trip» містить семпл з «More Peas» у вик. The J.B.’s.
- «Standing on Ferraris» містить семпл з «California My Way» у вик. Main Ingredient, на додаток до інтерполяції «I Put a Spell on You» у вик. Screamin' Jay Hawkins.
- «Dollar and a Dream» містить семпл з «Have You Seen Her» у вик. The Chi Lites.
- «Made in America» містить інтерполяцію «You Got Your Hooks in Me» у вик. The O'Jays.
- «Circles» містить семпл з «Going in Circles» у вик. Айзека Гейза.
- «Uncle Skit» містить семпл з «Cutie Pie» у вик. One Way.
- «Mula» містить семпл з «Fall in Love» у вик. Phantogram.
- «100» містить семпл з «Feel the Fire» у вик. Пібо Брайсона.
- «LA» містить семпл із «Savoir Faire» у вик. Chic.

## Чартові позиції

### Тижневі
| Чарт (2015)               | Найвища позиція |
| ------------------------- | --------------- |
| Австрія                   | 32              |
| Валонія                   | 122             |
| Велика Британія           | 4               |
| UK R&B Albums             | 2               |
| Данія                     | 35              |
| Ірландія                  | 10              |
| Канада                    | 3               |
| Нідерланди                | 39              |
| Німеччина                 | 22              |
| Нова Зеландія             | 5               |
| Норвегія                  | 22              |
| США                       | 2               |
| US Independent Albums     | 1               |
| US Top R&B/Hip-Hop Albums | 1               |
| Фландрія                  | 43              |
| Франція                   | 49              |
| Швейцарія                 | 9               |
| Швеція                    | 50              |

### Річні
| Чарт(2015)                | Найвища позиція |
| ------------------------- | --------------- |
| США                       | 195             |
| US Independent Albums     | 11              |
| US Rap Albums             | 20              |
| US Top R&B/Hip-Hop Albums | 32              |